# Alpinia javanica
Alpinia javanica là một loài thực vật có hoa trong họ Gừng. Loài này được Blume mô tả khoa học đầu tiên năm 1827.